# Aldenhoven

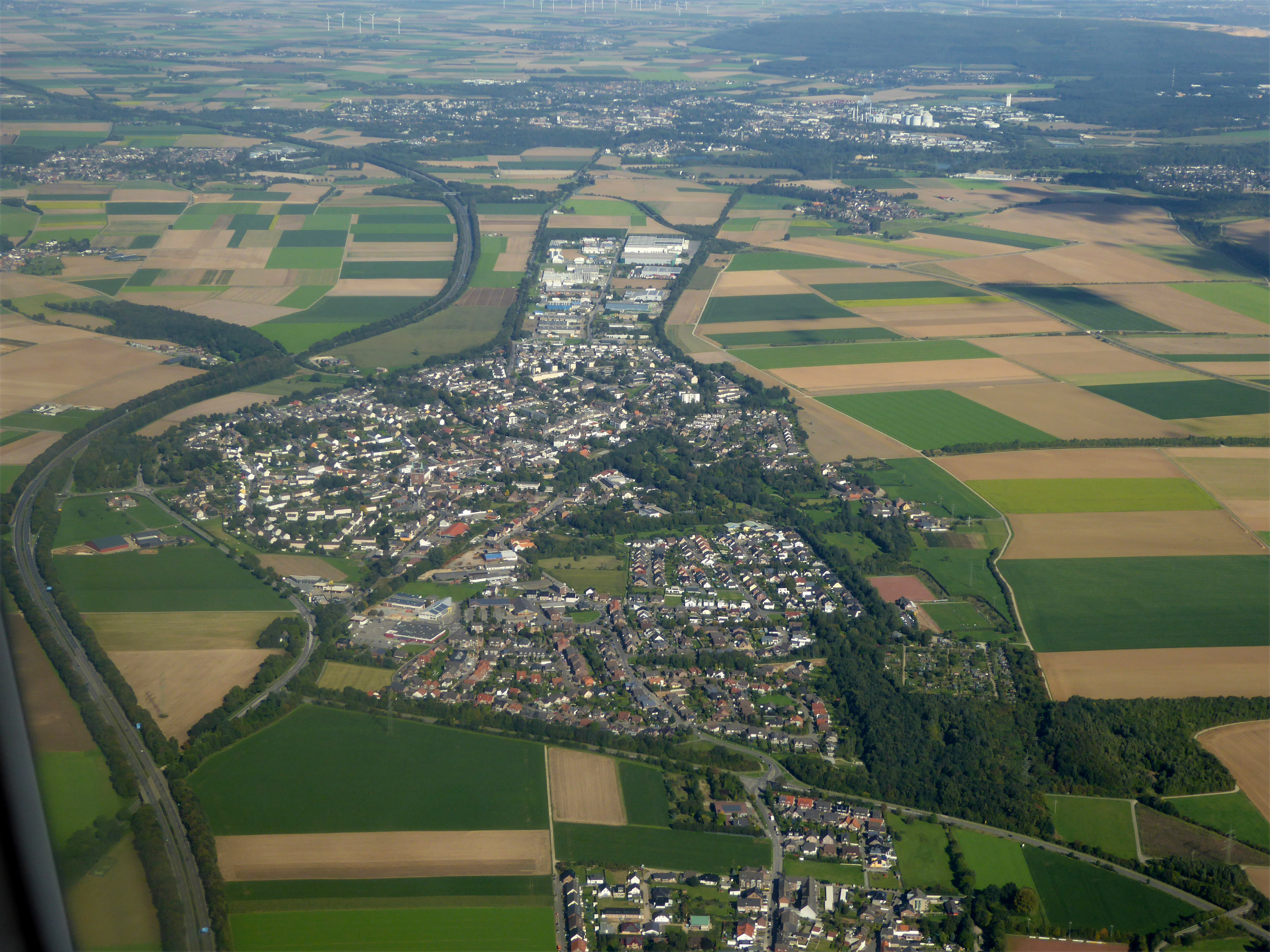
Aldenhoven

Aldenhoven ist eine Gemeinde im Kreis Düren in Nordrhein-Westfalen. Vor dem 1. Januar 1972 gehörte Aldenhoven zum Kreis Jülich.

## Geografie

### Geologie
Der Ort gab der Aldenhovener Platte den Namen. Sie ist ein Teilgebiet der Jülicher Börde und wird begrenzt von den Flusstälern der Rur, der Inde und der Wurm. Fruchtbarer Lößboden liegt über dem Schotter der Hauptterrasse.
Im Untergrund steht Braunkohle aus dem Tertiär sowie Steinkohle an.

### Lage
Aldenhoven liegt im Dreieck Aachen, Köln, Düsseldorf, direkt an der A 44.

### Nachbargemeinden
Nachbargemeinden sind im Uhrzeigersinn und von Norden beginnend: Linnich, Jülich, Inden, Eschweiler, Alsdorf und Baesweiler.

### Gemeindegliederung
| Zur Gemeinde Aldenhoven gehören die folgenden sieben Ortschaften. Dabei bilden mit Ausnahme von Aldenhoven alle übrigen Ortschaften je einen Gemeindebezirk mit je einem Ortsbürgermeister: - Aldenhoven (mit Pützdorf) - Dürboslar - Engelsdorf - Freialdenhoven - Niedermerz (mit Weiler-Hausen) - Schleiden (mit Weiler Langweiler) - Siersdorf | Ortsteile der Gemeinde Aldenhoven |
| Die Ortschaft Aldenhoven unterteilt sich in folgende drei Gemeindebezirke mit je einem Ortsbürgermeister: - Aldenhoven 1 - Aldenhoven 2 - Neu Pattern | Ortsteile der Gemeinde Aldenhoven |

### Abgegangene Ortsteile
Der Ortsteil Obermerz wurde im Jahr 1972 und der Ortsteil Langweiler im Jahr 1973 im Zuge des Braunkohletagebaus „Zukunft“ abgebaggert. In den 1980er Jahren wurde der Ortsteil Pattern wegen des Braunkohletagebaus „Inden“ abgebaggert.

## Geschichte
Auf dem Gebiet der Gemeinde Aldenhoven liegen eine Reihe neolithischer Siedlungen, unter anderen die bandkeramischen Siedlungen von Niedermerz, Langweiler 2, Langweiler 8 und Langweiler 9.
Aus römischer Zeit sind Überreste einer Wasserleitung erhalten, die aber im Bereich von Aldenhoven unterirdisch geführt wurde und daher nicht sichtbar ist.
Urkundlich nachweisbar ist der Ort Aldenhoven seit dem Jahr 922. In einer Urkunde vom 11. August 922 weist Erzbischof Hermann I. von Köln dem Stift Gerresheim das Kölner Ursulastift zu, hierzu gehörte ein in der Urkunde beschriebenes Gelände im namentlich aufgeführten Aldenhoven.
Im Zentralort erinnert heute noch der „Alte Turm“ an die im 15. Jahrhundert errichteten Festungsanlagen.
Aldenhoven ist seit 1654 Marienwallfahrtsort. 1659 wurde eine achteckige Wallfahrtskapelle um das 1654 aufgefundene Gnadenbild, eine geschnitzte Madonnenfigur im Strahlenkranz vermutlich aus dem 14. Jahrhundert, erbaut. Ihre Blütezeit erlebte die Wallfahrt im 18. Jahrhundert. Für die Betreuung der Pilger wurde 1661 ein Kapuzinerkloster errichtet, das bis 1802 bestand.
Weltgeschichtliche Bedeutung erlangten die beiden Schlachten bei Aldenhoven in den Jahren 1793 und 1794. Aldenhovens Name ist noch heute im Triumphbogen von Paris mit der Jahreszahl 1794 unter den Orten aufgeführt, an denen die französischen Revolutionstruppen siegreich blieben. Damit begann am Linken Rheinufer die sogenannte Franzosenzeit.
In Siersdorf, dem zweitgrößten Ortsteil der Gemeinde, befindet sich die Ruine der ehemaligen Deutschordenskommende Siersdorf des Deutschen Ordens. Der um 1580 errichtete Bau des Haupthauses wurde im Zweiten Weltkrieg stark beschädigt und bisher nicht wieder aufgebaut. Die benachbarte katholische Pfarrkirche St. Johannes der Täufer wurde zwar auch teilweise zerstört, jedoch wieder aufgebaut und durch einen Erweiterungsbau ergänzt. Sehenswert ist das spätgotische Antwerpener Retabel, das Chorgestühl und der hölzerne Lettnerbogen.
1821 wurde das Friedensgericht Aldenhoven errichtet, das 1879 zum Amtsgericht Aldenhoven wurde und als solches 1932 aufgelöst wurde.
Am 1. Januar 1972 kam Aldenhoven an den Kreis Düren. Gleichzeitig wurde die Gemeinde durch die Eingliederung der bisher selbstständigen Orte Dürboslar, Engelsdorf, Freialdenhoven, Niedermerz, Pattern (Aldenhoven), Schleiden und Siersdorf vergrößert.

### Konfessionsstatistik
Gemäß der Volkszählung 2011 im Jahr 2011 waren 58,3 % der Einwohner römisch-katholisch, 17,2 % evangelisch und 24,5 % konfessionslos, gehörten einer anderen Glaubensgemeinschaft an oder machten keine Angabe. Der Anteil der katholischen und evangelischen Kirchenmitglieder an der Gesamtbevölkerung ist seitdem gesunken. Derzeit (Stand Juni 2025) hat Aldenhoven 14.572 Einwohner davon 42,1 % katholische Kirchenmitglieder und 14,4 % evangelische; 43,5 % gehörten entweder einer anderen oder gar keiner Glaubensgemeinschaft an.

## Politik

### Gemeinderat
Der Gemeinderat ist die kommunale Volksvertretung der Gemeinde Aldenhoven. Über die Zusammensetzung entscheiden die Bürger alle fünf Jahre, zuletzt am 13. September 2020.

### Bürgermeister
Nach einer Stichwahl am 12. Oktober 2014 wurde mit knapp 66,6 % der Stimmen der CDU-Kandidat Ralf Claßen gegen den parteilosen Stephan Spaltner neuer Bürgermeister. Claßen wurde 2020 mit 56,80 % der Stimmen wiedergewählt. Er kommt aus Siersdorf.

### Wappen
| Wappen der Gemeinde Aldenhoven | Blasonierung: „Geteilt von Gold (Gelb) und Schwarz; oben eine blaue Lilie, unten ein schwebendes goldenes (gelbes) Kreuz innerhalb eines silbernen (weißen) Lorbeerkranzes.“ |
| Wappen der Gemeinde Aldenhoven | Wappenbegründung: Nach dem Inkrafttreten der kommunalen Neugliederung beschloss der Rat der Gemeinde Aldenhoven am 10. August 1972 die Weiterführung des Wappens des ehemaligen Amtes Aldenhoven als neues Gemeindewappen. Mit Urkunde des Regierungspräsidenten vom 8. Februar 1973 wurde das von Walther Bergmann entworfene Wappen der neuen Gemeinde Aldenhoven genehmigt. Das Wappen ist eine heraldische Komposition aus den Wappen der früheren selbstständigen Gemeinden Aldenhoven, Siersdorf und Freialdenhoven. Es zeigt in halbiertem Feld oben in gold eine blaue Gleve aus dem früheren Wappen Aldenhovens. Schon in dem ältesten Schöffensiegel des heutigen Zentralortes stehen zwei Sterne und zwei Gleven (Lilien) als Symbol der Mutter Gottes. Unten ist in schwarz ein silberner Lorbeerkranz aus dem Wappen der früheren Gemeinde Siersdorf zu sehen, welcher das Emblem der Kommende des Deutschen Ordens aus dem 13. Jahrhundert darstellt. Das innerhalb des Lorbeerkranzes freischwebende goldene Kreuz ist dem Schöffensiegel des Schöffengerichtes Freialdenhoven entnommen und stellt das Sinnbild der damaligen freien Gerichtsbarkeit dar. |

### Städtepartnerschaften
- Mit Albert in der französischen Picardie besteht seit 1981/1982 eine Partnerschaft.

## Sehenswürdigkeiten

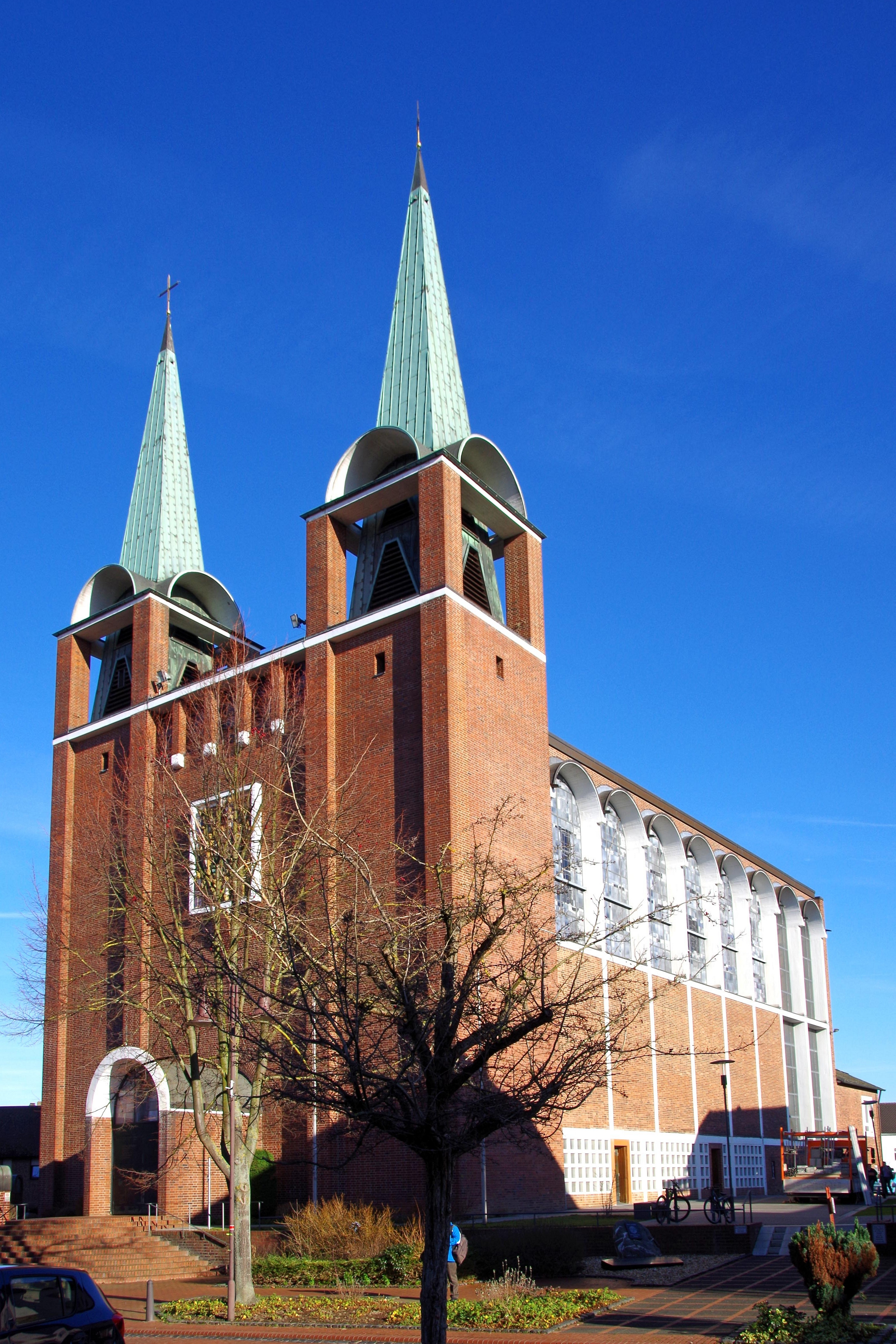
Aldenhoven, kath. Kirche St. Martin
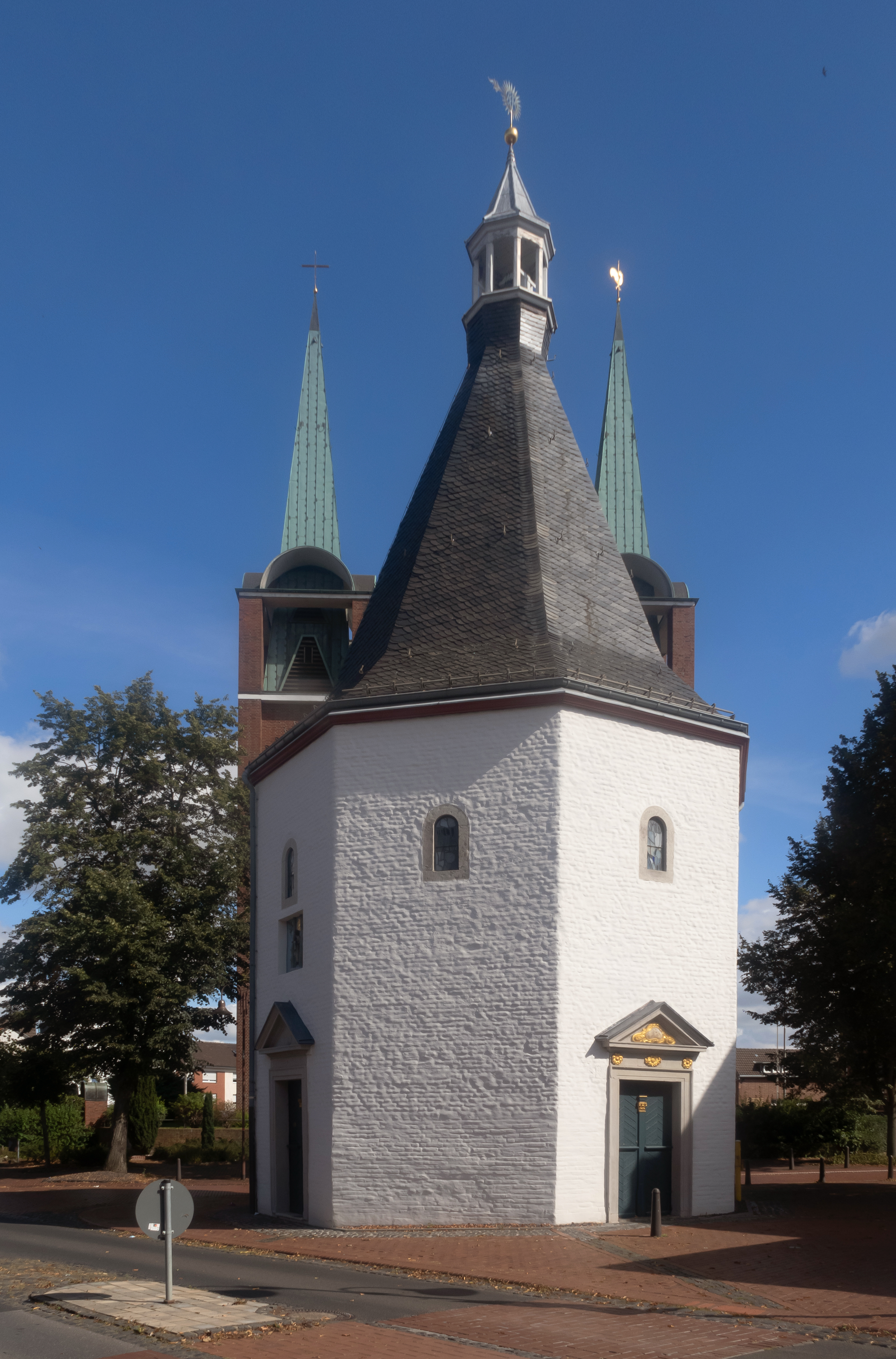
Aldenhoven, Gnadenkapelle „Zuflucht der Sünder“
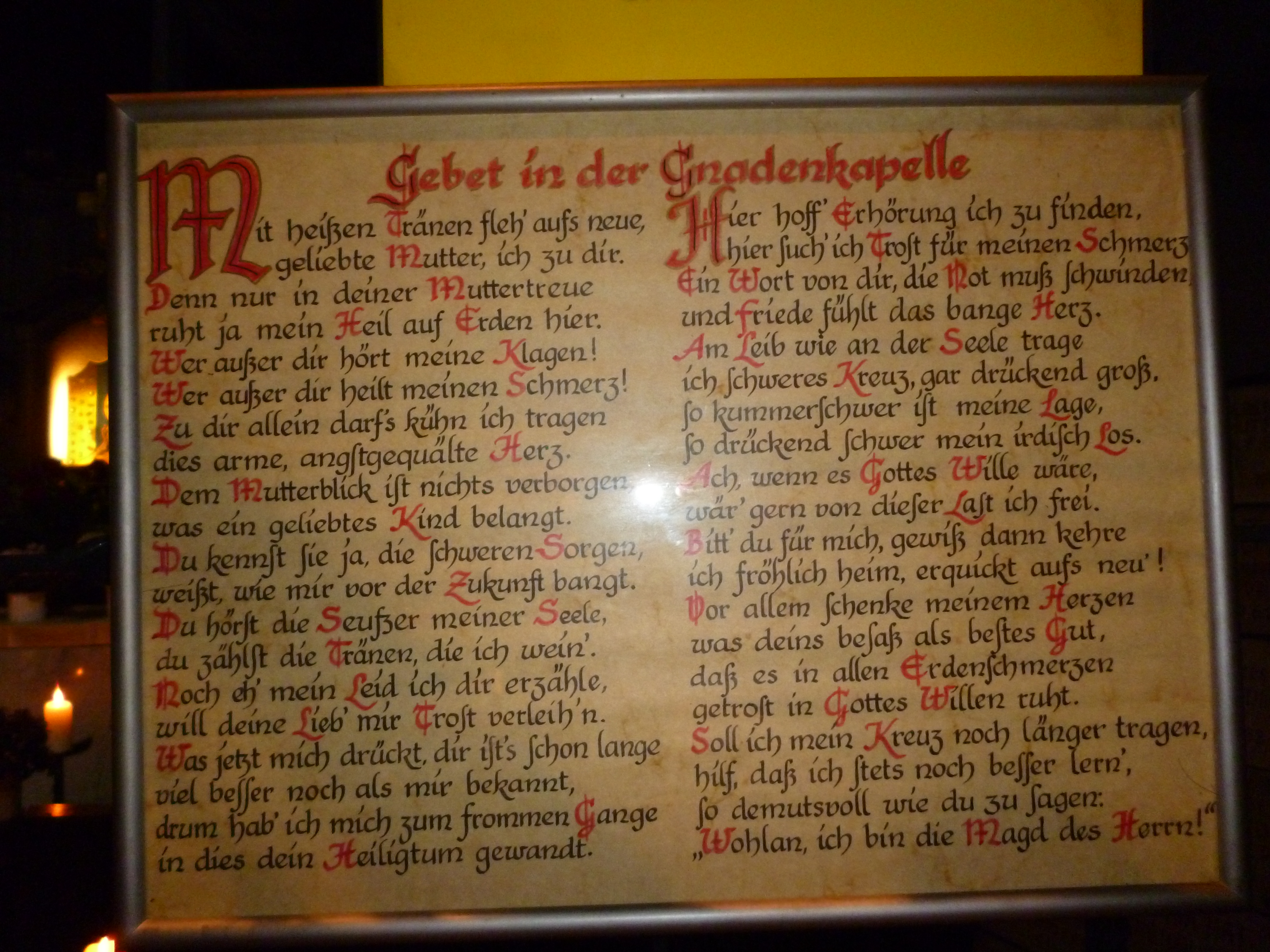
Gebet in der Gnadenkapelle
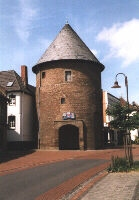
Aldenhoven, Alter Turm

## Wirtschaft und Infrastruktur

### Wirtschaft
Von 1952 bis 1992 war der Hauptarbeitgeber die Steinkohlezeche „Emil Mayrisch“ in Siersdorf, welche in ihren besten Zeiten mehr als 4000 Beschäftigte hatte. Kurz nach der Zechenstilllegung wurde auch das daneben befindliche Steinkohlekraftwerk (150 MW) stillgelegt und abgebrochen. Somit war die Grube eine der letzten des Aachener Steinkohlenreviers.
Nach der Stilllegung der Zeche gibt es nun ein Gewerbe- und Industriegebiet östlich von Aldenhoven entlang der ehemaligen B 1. Auf dem ehemaligen Zechengelände entstand das Aldenhoven Testing Center sowie eine Autoteststrecke und ein Stück Autobahn zu Filmzwecken, wo unter anderem für die Serie Alarm für Cobra 11 – Die Autobahnpolizei gedreht wird. Sie ist gleichzeitig Europas größte Filmkulisse, genannt die Film + Test Location (FTL).
Im Industriegebiet befindet sich die Firma IP Verpackungen (früher Indeplastik), Deutschlands größter Hersteller von Verpackungen für den Convenience-Food-Bereich.

### Verkehr
Aldenhoven liegt an der B 56 sowie der ehemaligen B 1 (heute L 136) und verfügt über den Autobahnanschluss „Aldenhoven“ auf der A 44.
Aldenhoven gehört zum Aachener Verkehrsverbund (AVV). Hauptbusverkehrspunkt ist die Haltestelle „Aldenhoven Markt“, die von den Linien 6, 71 und 90 der ASEAG sowie 220, 278 und 281 des Rurtalbus bedient wird. Die Gemeinde wird per Bus mit allen Nachbargemeinden Alsdorf, Baesweiler, Eschweiler, Jülich und Linnich verbunden. Außerdem bestehen umsteigefreie Verbindungen nach Aachen und Geilenkirchen. Zusätzlich verkehren zu bestimmten Zeiten ein Rufbus beziehungsweise ein Anruf-Sammel-Taxi. An Schultagen verkehren zudem die Schulbuslinien 274 und 275.
| Linie      | Betreiber | Verlauf |
| ---------- | --------- | --- |
| 6          | ASEAG     | (Talbahnhof/Raiffeisenplatz – Krankenhaus –) Eschweiler Bushof – Dürwiß – Neu-Lohn – Fronhoven – (Weiler-Hausen – Niedermerz –) Aldenhoven – Bourheim – Jülich Walramplatz – Neues Rathaus – Jülich Bf/ZOB                                                              |
| 71         | ASEAG     | Geilenkirchen Bf – Waurichen – Beggendorf – Baesweiler – Setterich – Siersdorf – Schleiden – Aldenhoven |
| 90         | ASEAG     | Alsdorf-Annapark – Schaufenberg – Bettendorf – Siersdorf – Dürboslar – Aldenhoven |
| 220        | Rurtalbus | Aachen Bushof – Ludwig Forum – Talbot – Mariadorf – Hoengen – (Bettendorf – Siersdorf –) Schleiden – Aldenhoven – Neubourheim – Jülich Walramplatz – Neues Rathaus – Bahnhof/ZOB – (Krankenhaus – Solar Campus –) (Forschungszentrum Bf RTB ←) Forschungszentrum Jülich |
| 274        | Rurtalbus | (Verstärkerfahrten) Barmen Haus Overbach – Aldenhoven / Jülich / Linnich / Titz |
| 275        | Rurtalbus | (Verstärkerfahrten) Schulen Aldenhoven |
| 278        | Rurtalbus | Linnich-SIG Combibloc – Linnich Rathaus – Rurdorf – (Welz – Ederen – Freialdenhoven) / Merzenhausen – Aldenhoven Markt – Gesamtschule |
| 281        | Rurtalbus | Jülich Bf/ZOB – Jülich Neues Rathaus – Walramplatz – Neubourheim – Koslar – Barmen – Merzenhausen – Ederen – Freialdenhoven – Aldenhoven |
| RufBus 278 | Rurtalbus | Rufbus: Linnich-SIG Combibloc – Rurdorf – Welz – Ederen – Freialdenhoven – Aldenhoven (Sa tagsüber) |
| AST        | Rurtalbus | AnrufSammelTaxi: Mo–Fr abends, Sa nachmittags/abends, So Jülich Bf/ZOB – Jülich Innenstadt – Kirchberg – Bourheim – Engelsdorf – Aldenhoven – Niedermerz – Schleiden – Siersdorf – Dürboslar – Freialdenhoven                                                           |

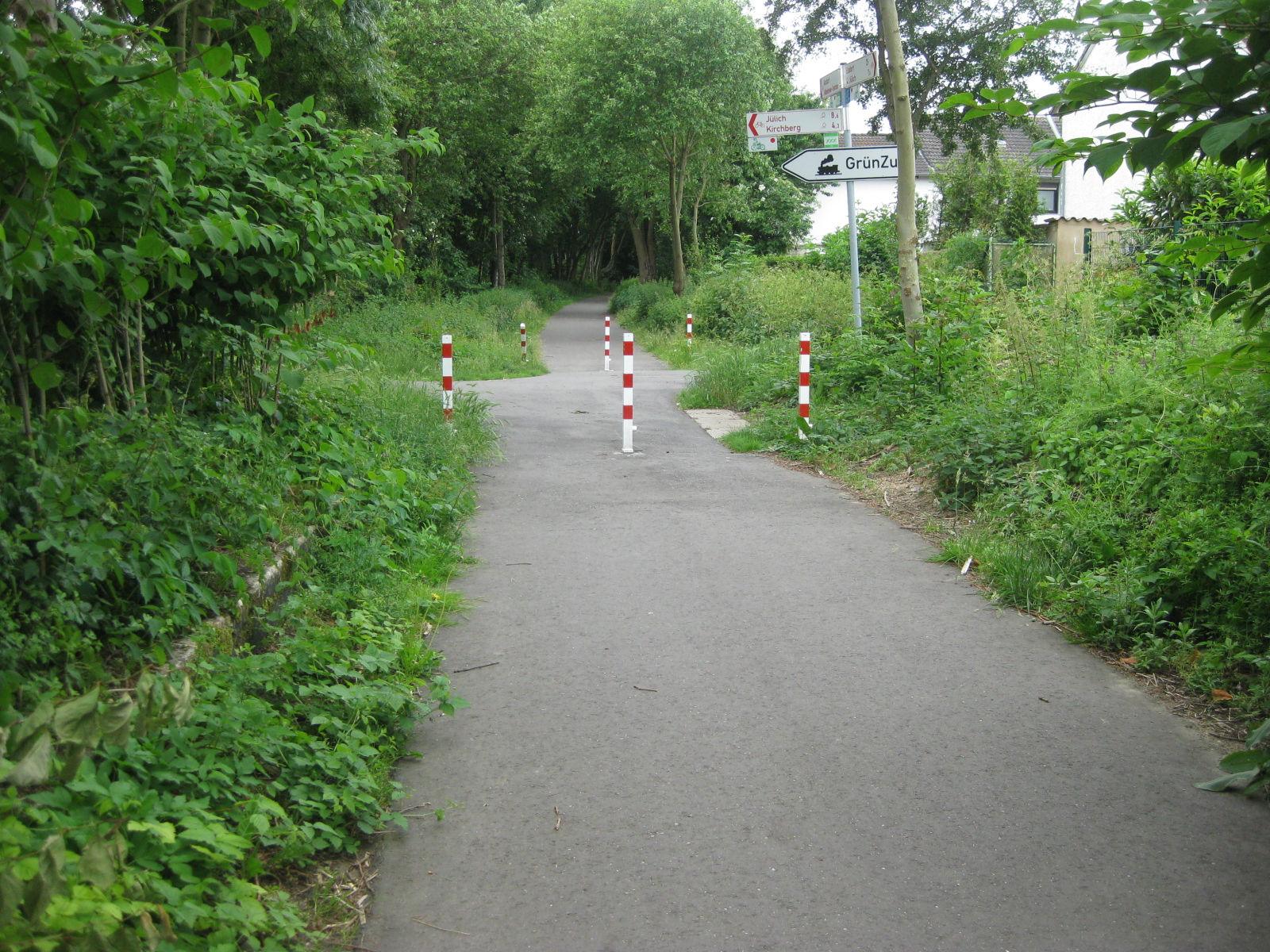
Trasse 2010; links unten Reste des Bahnsteigs

Aldenhoven hatte früher den Bahnhof Aldenhoven, der 1985 abgerissen wurde und auf dessen Grundstück heute das Feuerwehrhaus steht. Ferner bestand ein Haltepunkt Aldenhoven-Ost an der ehemaligen B 56 (Markfeststraße) direkt vor der Kreuzung mit dem Urweg. Die Bahnstrecke Aachen Nord–Jülich ist stillgelegt, entwidmet und vollständig abgebaut. Die Trasse dient heute als Radweg.
Die Gemeinde ist an mehrere Radwanderwege angeschlossen. Die 524 km lange Wasserburgen-Route verbindet mehr als 130 Burgen am Rand der Eifel und in der Kölner Bucht. Die Grünroute führt auf 370 km entlang der schönsten Naturgebiete zwischen Beringen in Belgien, Heerlen in den Niederlanden und Düren in Deutschland durch eines der ehemals größten Steinkohlereviere Europas.

### Bildung
Im Gemeindegebiet Aldenhoven gibt es zwei Grundschulen und zusammen mit der Stadt Linnich eine Gesamtschule.
- Gemeinschaftsgrundschule Aldenhoven
- Johannesschule Siersdorf (Grundschule)
- Gesamtschule Aldenhoven-Linnich.

### Museen
- Museum Bergmannshaus
- Schützenmuseum Aldenhoven

### Sport
Die Gemeinde Aldenhoven hat mehrere Sportvereine, der erfolgreichste ist die Fußballmannschaft von Borussia Freialdenhoven
Es folgt eine Liste mit den wichtigsten Sportvereinen der Gemeinde.
| FC Germania Dürboslar      |
| Motorsport Klub Aldenhoven |
| SC Amicitia Schleiden      |
| SC Borussia Freialdenhoven |
| SV Aldenhoven/Pattern      |
| SV Siersdorf               |
| TuS Aldenhoven 1969 e. V.  |

| Fußball          |
| Kartsport        |
| Fußball          |
| Fußball          |
| Fußball          |
| Fußball          |
| Breitensport (1) |

| Kreisliga C1 Kreis Düren |
| verschiedene Rennen      |
| Kreisliga B1 Kreis Düren |
| Mittelrheinliga          |
| Kreisliga B1 Kreis Düren |
| Kreisliga B1 Kreis Düren |
| verschiedene Ligen       |

### Erholung
Der Blausteinsee, ein künstlicher See auf dem Gebiet der Nachbarstadt Eschweiler, entstand durch die Auffüllung eines Tagebaurestlochs mit Oberflächenwasser. Heute dient der See als Naherholungsgebiet für die umliegenden Städte. Er wird von einem breiten Grüngürtel umgeben, in dem sich Wanderwege und separate Reitwege befinden.

## Persönlichkeiten

### Ehrenbürger
Am 22. Dezember 1994 wurde den beiden langjährigen Bürgermeister Wilhelm Prell (1927–2000) und Franz Vit (1916–2005) die Ehrenbürgerwürde der Gemeinde Aldenhoven verliehen.

### Söhne und Töchter der Gemeinde
- Franz Theodor Biergans (1768–1842), Mönch, deutscher Jakobiner und Notar
- Heinrich von der Mark (1784–1865), bayerischer Generalleutnant und Kriegsminister
- Edmund Emundts (1792–1871), Oberbürgermeister von Aachen
- Ludwig Gall (1791–1863), Erfinder
- Franz Anton Vaßen (1799–1891), Dechant und erster Ehrenbürger von Düren
- Heinrich Flatten (1907–1987), Kirchenrechtler
- Lothar Ruch (* 1958), Bundestrainer im Ringen
- Reinhold Yabo (* 1992), deutscher Fußballspieler

## Bevölkerungsentwicklung
Einwohnerzahlen der Gemeinde Aldenhoven seit 1871:
| Jahr | 1871 | 1925 | 1950 | 1972  | 1980  | 1990  | 2000  | 2005  | 2010  | 2015  | 2017  | 2019  | 2021  | 2022  | 2023  |
| Ew   | 5658 | 6055 | 5875 | 13859 | 13075 | 12823 | 13975 | 14270 | 13925 | 14126 | 14111 | 14023 | 14147 | 14338 | 14475 |